# حسوب (مؤسسة)
حسوب مؤسسة عربية ذات مشاريع متعددة في مجال التعليم والخدمات عبر الإنترنت. يتمحور هدف المنصة على تطوير منصات ومنتجات رقمية عبر الإنترنت، وحلول أخرى وتطبيقات للشركات بشكل عام وللأفراد من المستخدمين العرب. بذلك ساهمت المؤسسة بفتح فرص توظيف عبر مشروع "مستقل" مثلا. تتميز المؤسسة بأنها تتبنى رسالة ومبدأ ليس فقط ربحي بل أخلاقي وهو "بأنها في مهمة لتطوير العالم العربي"، أبرز مشاريعها "منصة خمسات" و"منصة مستقل" للعمل الحر، ومنصة "أكاديمية حسوب" للتعليم.

## التأسيس
أُنشئت المؤسسة على يد عبد المهيمن الآغا، وهو شاب سوري الأصل مقيم في المملكة المتحدة. حصل على درجة البكالوريوس في "شبكات الحاسوب" عام 2014 من ”جامعة إسكس“ في المملكة المتحدة.

## لمحة
من الجدير بالذكر أن المنصة متفردة من حيث طرحها ونوعيتها وكذلك من حيث سرعة النمو وضخامتها. وهو إنجاز غير مسبوق بهذه الدرجة في المجتمع العربي، وهو موجه بشكل عام للمجتمع العربي. المؤسسة في تضخامة متزايدة حيث تتفرع عن حسوب عدة مشاريع شقيقة شيقة.
قد انطلقت المنصة منذ عام 2011 رافعة شعار تغطّية النقص الموجود في المجتمع العربي من حيث تلبية احتياجات المستخدمين العرب في مجال تقديم الخدمات الإلكترونية على الإنترنت، تعلم الحوسبة والبرمجة، وغير ذلك.
اتخذت الشركة شعار «نعمل لنمكّن الشباب ونفتح مزيدًا من الفرص أمامهم»، وبهدف هذا الشعار نمت شركة حسوب بسرعة وحققت إنجازات كبيرة في فترة قياسية، حيث إنها اليوم تملك وتطوّر عددًا من أشهر الخدمات الإلكترونية في الدول العربية في الشّرق الأوسط وشمال إفريقيا.
قد نمت شركة حسوب بتمويل ذاتي ودون الاعتماد على أي جهات داعمة.

## المشاريع الشقيقة

### موقع "آي أو حسوب"
موقع تبادل الأسئلة والاجوبة، شبيه بـ كورا. يتيح إمكانية التصويت لكل إجابة "لترتفع" وتظهر للمستخدمون. فكرة الموقع شبيهة بموقع كورا ولكنه موجه بشكل أساسي للمجتمع البرمجي العربي. وواجهته المختلفة محببة للبعض. يمكن بشكل ما متابعة الأشخاص وتوجيه لهم الأسئلة والتعليق على أسئلة الآخرين. يزعم الموقع على أنه "يُمكِّن المستخدمون من إنشاء مجتمعات"، وأنه يمكن تصنيف الموقع إنه شبكة اجتماعية للمتخصصين الأكاديميين. انطلق الموقع بعام 2013 ويظهر شعاره الرسمي بالأحرف الإنجليزية والعربية «حسوب I/O».

### موقع "أكاديمية حسوب"
«أكاديمية حسوب» هو موقع تعليمي على الإنترنت يُوفّر دورات ومقالات وكتب عالية الجودة حول مجالات مختلفة وبلغة عربية فصيحة، وتركّز الأكاديمية بشكل رئيسي على موضوعات البرمجة وتطوير الويب، وتقدم 6 دورات برمجية مختلفة، كما تتضمن مقالات عن البرمجة والتصميم وريادة الأعمال والتسويق والعمل الحر وإدارة الخوادم والبرامج والتطبيقات. تنشر الأكاديمية عددًا من الكتب بمختلف المجالات.

### موقع "موسوعة حسوب"
«موسوعة حسوب» هي مرجع باللغة العربية في موضوعات لغات البرمجة وتقنيات تطوير الويب والجوال، وتعتمد موسوعة حسوب على فريق من المحررين والمساهمين والمتطوعين أولي الخبرة البرمجية واللغوية، وهي موقع مفتوح للمساهمة من المستخدمين العاديين. ويتبع محتواها ترتيباً أشبه للقاموس يسمح للمستخدم بالبحث عن المصطلحات والمواضيع التي يريد التعرّف إليها.

### موقع "مستقل"
موقع «مستقل» هو منصة عربية تتيح لأصحاب المشاريع والشركات التعاقد مع مستقلين محترفين للقيام بأعمالهم، وبنفس الوقت يتيح للمستقلين المحترفين مكانًا لإيجاد مشاريع يعملون عليها ويكسبون من خلالها. يشبه «مستقل» منصات العمل الحر العالمية، مثل أبوورك وفريلانسر.كوم، فهو منصة تسعى إلى تنظيم العمل بين أصحاب المشاريع والموظفين المستقلّين، وإلى ضمان حقوق الطرفين.
يستطيع المستقلون التسجيل في الموقع لعرض نبذة عن أنفسهم وعينات من أعمالهم ومهاراتهم، ويمكنهم كذلك البحث عن مشاريع لتقديم عروضٍ عليها. وأما أصحاب العمل فبإمكانهم فتح مشروع مع تحديد الميزانية وفترة التنفيذ والمتطلبات المتوقعة من المستقلّين، ويرجع إليهم الأمر في مراجعة المستقلِّين المتقدمين للمشروع والاختيار بينهم. ويختلف مستقل عن «خمسات» في هذا الجانب، إذ إن الفكرة الرئيسية من «خمسات» هي في عرض خدمات المستقلّين، وأما الفكرة من «مستقل» فهي في عرض المشاريع التي يحتاجها أصحاب العمل.

### موقع "بعيد"
يتيح موقع «بعيد» إضافة وظائف عن بعد والبحث عنها، وهو يستهدف أصحاب الأعمال ممن يرغبون بتوظيف خبرات عربية وعالمية لتجاوز الحواجز الجغرافية في العمل، وهو يترافق مع توجّه متزايد نحو العمل عن بعد في بيئات العمل.

### موقع "خمسات"
موقع «خمسات» لبيع وشراء الخدمات المصغّرة هو موقع يتيح للمستخدمين بيع وشراء خدمات إلكترونية باللغة العربية، إذ يمكن يسمح الموقع بشراء وبيع أنواع عديدة من هذه الخدمات، وأمثلة شائعة عليها هي الكتابة والترجمة والتحرير، والتصميم الغرافيكي، ومونتاج الفيديو والصوت، وكتابة السيرة الذاتية، وتقديم استشارات مهنية في كافة المجالات، وتصميم وتطوير المواقع والمنتديات والمدوّنات، وتعزيز مكانة المواقع في محركات البحث، وزيادة عدد المتابعين في الشبكات الاجتماعية (التسويق الإلكتروني)، وتقديم دروس تعليمية عبر الإنترنت، وتطوير تطبيقات أندرويد وآيفون، وغيرها الكثير، مقابل أجور معينة تتراوح ما بين 5 دولار إلى 255 دولار يتفق عليها البائع والمشتري. أما اربح الموقع ومبيعاته فقد تم التصريح أن مستخدمي خمسات باعوا خدمات بقيمة مليون دولار خلال عام 2013.

### موقع "بيكاليكا"
موقع «بيكاليكا» هو متجر إلكتروني لشراء وبيع التصاميم والقوالب والإضافات الجاهزة لتطبيقات الويب والجوال، يعمل «بيكاليكا» كوسيط بين المشتري والبائع بهدف توفير بيئة موثوقة وآمنة تسعى لأن تضمن حقوق الطرفين، إذ يساعد البائعين ويوفر لهم مكانًا لعرض منتجاتهم والحصول على دخل مناسب كما يساعد الراغبين بشراء المنتجات الرقمية بالعثور على ما يحتاجون إليه لإنشاء وتطوير مشاريعهم البرمجية.

### موقع وأداة "أنا"
أداة إدارة المشاريع، بحسب الموقع هي «أداة واحدة تجمع كل ما تحتاجه لإدارة مشاريعك وفريق عملك عن بعد»، وتتبع سير العمل. الأداة تتيح إنشاء لوحات قابلة للتخصيص بما يتناسب مع أسلوب العمل. وتتيح إنشاء قوائم مهام للمشاريع، حفظ الملاحظات والملفات وجمعها في مكان واحد ومشاركتها.

### زيتون
«زيتون» هو برنامج خدمة العملاء، يوفر قاعدة معرفة ونظام متطور لإدارة محادثات العملاء وصناديق البريد بواجهة عربية. يمكن من خلال «زيتون» استقبال محادثات العملاء وإدارتها ضمن صناديق بريد متعددة، إضافة موظفي الدعم الفني إلى فرق عمل بصلاحيات محددة، توفير قاعدة معرفة وتخصيص مركز المساعدة وغيرها.

### مؤسسة "إعلانات حسوب"
شبكة «إعلانات حسوب» هي منصّة إعلانية تتيح للمعلنين (شركات، مصالح تجارية، أو مروّجون لمنتجات معيّنة) الإعلان عن منتجاتهم، حيث تظهر الإعلانات في مواقع النّاشرين (مواقع إخبارية، منتديات، مدوّنات شخصية، إلخ). يعرض النظام تلقائياً الإعلانات وفق معايير كثيرة تسعى لاستهداف شريحة مُحدَّدة من المستخدمين.

### موقع "صور"
«صور» هي شبكة اجتماعية عربية وخدمة مجانية لمشاركة الصور على الإنترنت.

## مشاريع متوقفة حاليًا

### موقع "أسناد"
موقع «أسناد» للبيع وشراء المنتجات الرقمية التابع لشركة حسوب  وهو منصّة تتيح للمستخدمين العرب بيع وشراء المنتجات الرّقمية من خلال الإنترنت، ويأتي إطلاقه بهدف تعزيز التجارة الإلكترونية في العالم العربي وتمكين المستخدمين العرب من بيع المنتجات الرّقمية التي قاموا بصنعها أو تأليفها كالكتب، برامج الحاسوب، الألعاب، الصّوتيات على اختلافها، مقاطع الفيديو، أو أي مُنتج رقمي آخر يمكن تداوله من خلال شبكة الإنترنت.
أُغلق الموقع بتاريخ  1/5/2016 بعد أكثر من سنتين على تطوير شركة حسوب له.

### موقع "اشتريت"
«اشتريت» هي شبكة اجتماعية تمكن المستخدم من مشاركة وتقييم المنتجات التي قمت بشرائها من المتاجر الإلكترونية على الإنترنت، تساعدك على اختيار أفضل المنتجات واكتشاف منتجات رهيبة للشراء!

### موقع "كابتشا حسوب"
«كابتشا حسوب» هي كابتشا آمنة تدعم اللغة العربية والإنكليزية مع واجهة برمجية بسيطة (API).

### برنامج "سفراء حسوب"
«سفراء حسوب» هو برنامج كان يستهدف الشباب العربي من طلاب الجامعات والمعاهد العربية المختلفة للتعاون مع شركة حسوب بهدف المساهمة في تطوير الويب العربي والمحتوى العربي. كان ينظّم سفراء حسوب لقاءات وفعاليات دورية بغرض تعريف الطلاب الجامعيين بالسبل والأدوات التي يستطيعون من خلالها تطوير أنفسهم، ومشاركة الاهتمامات حول التقنية والويب وكيفية المساهمة في تطوير الويب العربي والمجتمع من حولهم.
البرنامج متوقف حاليًا.